# Rashaida

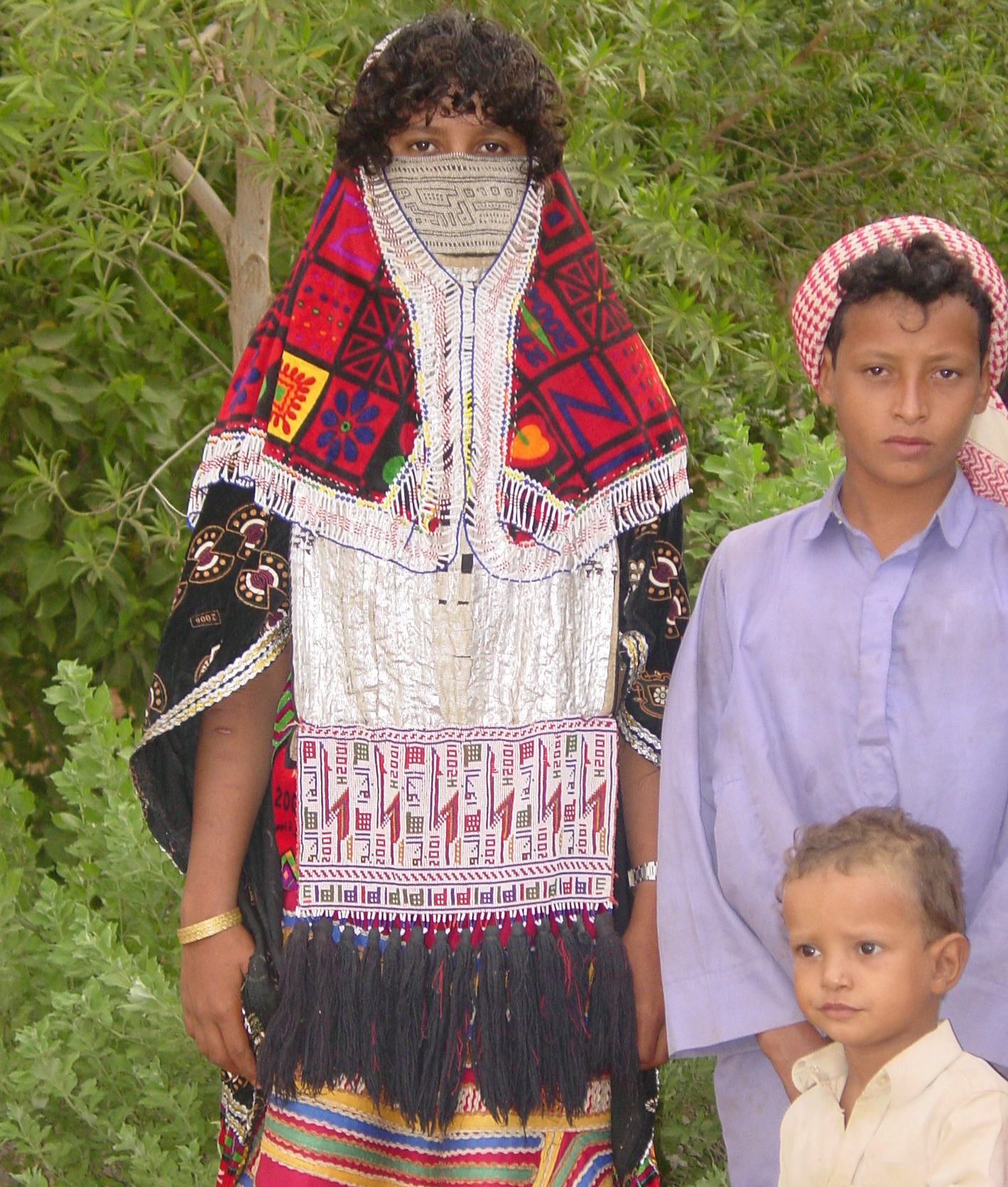
Rashaida-Kinder in Eritrea

Die Rashaida (arabisch رشايدة‎ oder Bani Rashid بني رشيد‎) sind ein Nomadenvolk, das in Eritrea lebt sowie den Küstenstreifen vom ägyptischen asch-Schalatin über den Gebel-Elba-Nationalpark bis in den Sudan besiedelt hat. Ihre Vorfahren sind im 19. Jahrhundert von der Arabischen Halbinsel eingewandert. Sie sprechen Arabisch und bekennen sich zum Islam.
Sie teilen das Leben in Phasen ein, die durch eine veränderte Bekleidung, sowohl für Männer als auch Frauen, deutlich gemacht wird. Mädchen ab etwa dem 5. Lebensjahr tragen einen gargusch, ein schwarzes, manchmal auch farbiges Tuch, das Kopf, Schulter und zusätzlich das Gesicht unterhalb der Augen bedeckt. Je reifer die Mädchen werden, desto mehr Bekleidungsteile kommen dazu und desto länger wird der Gesichtsschleier. Der nächste Abschnitt wird durch den „mungab“ symbolisiert – den Jungfrauenschleier, der auch über die Brust reicht. Frauen im heiratsfähigen Alter haben einen thaub, der bis zu den Fußknöcheln reicht. Jungen tragen zunächst eine Kappe, über die später ein weißer Turban gelegt wird.
Die Rashaida im Sudan sind in den Konflikt im Ostsudan involviert.